# Giro di Sardegna 1967
Il Giro di Sardegna 1967, decima edizione della corsa, si svolse dal 27 febbraio al 5 marzo 1967 su un percorso di 1209,7 km, suddiviso su 7 tappe, con partenza da Ozieri e arrivo a Cagliari. La vittoria fu appannaggio dell'italiano Luciano Armani, che completò il percorso in 32h41'28", precedendo il connazionale Pietro Guerra e l'olandese Jos van der Vleuten.
Sul traguardo di Cagliari 65 ciclisti portarono a termine la competizione. 

## Tappe
| Tappa  | Data        | Percorso                          | km     | Vincitore di tappa | Leader cl. generale |
| ------ | ----------- | --------------------------------- | ------ | ------------------ | ------------------- |
| 1ª     | 27 febbraio | Ozieri > Nuoro                    | 138,5  | Pietro Guerra      | Pietro Guerra       |
| 2ª     | 28 febbraio | Orgosolo > Marina di Torre Grande | 166,8  | Rik Van Looy       | Luciano Armani      |
| 3ª     | 1º marzo    | Oristano > Cagliari               | 97     | Robert Lelangue    | Luciano Armani      |
| 4ª     | 2 marzo     | Cagliari > La Caletta             | 266,4  | Cees Lute          | Luciano Armani      |
| 5ª     | 3 marzo     | Siniscola > Sassari               | 222    | Tom Simpson        | Luciano Armani      |
| 6ª     | 4 marzo     | Sassari > Sassari                 | 84     | Eddy Merckx        | Luciano Armani      |
| 7ª     | 5 marzo     | Sassari > Cagliari                | 235    | Eddy Merckx        | Luciano Armani      |
| Totale | Totale      | Totale                            | 1209,7 |                    |                     |

## Dettagli delle tappe

### 1ª tappa
- 27 febbraio: Ozieri > Nuoro – 138,5 km

Risultati
| Pos. | Corridore       | Squadra    | Tempo    |
| ---- | --------------- | ---------- | -------- |
| 1    | Pietro Guerra   | Salamini   | 3h55'10" |
| 2    | Luciano Armani  | Salamini   | a 23"    |
| 3    | Gerben Karstens | Televizier | s.t.     |

| Pos. | Corridore     | Squadra  | Tempo |
| ---- | ------------- | -------- | ----- |
| 1    | Pietro Guerra | Salamini | ?     |

### 2ª tappa
- 28 febbraio: Orgosolo > Marina di Torre Grande – 166,8 km

Risultati
| Pos. | Corridore      | Squadra   | Tempo    |
| ---- | -------------- | --------- | -------- |
| 1    | Rik Van Looy   | Willem II | 4h12'29" |
| 2    | Tom Simpson    | Peugeot   | a 23"    |
| 3    | Battista Monti | Germanvox | s.t.     |

| Pos. | Corridore      | Squadra  | Tempo |
| ---- | -------------- | -------- | ----- |
| 1    | Luciano Armani | Salamini | ?     |

### 3ª tappa
- 1º marzo: Oristano > Cagliari – 97 km

Risultati
| Pos. | Corridore       | Squadra   | Tempo    |
| ---- | --------------- | --------- | -------- |
| 1    | Robert Lelangue | Roméo     | 1h53'28" |
| 2    | Pietro Guerra   | Salamini  | s.t.     |
| 3    | Henri De Wolf   | Willem II | s.t.     |

| Pos. | Corridore      | Squadra  | Tempo |
| ---- | -------------- | -------- | ----- |
| 1    | Luciano Armani | Salamini | ?     |

### 4ª tappa
- 2 marzo: Cagliari > La Caletta – 266,4 km

Risultati
| Pos. | Corridore      | Squadra   | Tempo    |
| ---- | -------------- | --------- | -------- |
| 1    | Cees Lute      | Roméo     | 7h42'40" |
| 2    | Franco Bitossi | Filotex   | s.t.     |
| 3    | Ole Ritter     | Germanvox | s.t.     |

| Pos. | Corridore      | Squadra  | Tempo |
| ---- | -------------- | -------- | ----- |
| 1    | Luciano Armani | Salamini | ?     |

### 5ª tappa
- 3 marzo: Siniscola > Sassari – 222 km

Risultati
| Pos. | Corridore      | Squadra | Tempo    |
| ---- | -------------- | ------- | -------- |
| 1    | Tom Simpson    | Peugeot | 6h43'56" |
| 2    | Franco Bitossi | Filotex | a 11"    |
| 3    | Eddy Merckx    | Peugeot | a 31"    |

| Pos. | Corridore      | Squadra  | Tempo |
| ---- | -------------- | -------- | ----- |
| 1    | Luciano Armani | Salamini | ?     |

### 6ª tappa
- 4 marzo: Sassari > Sassari – 84 km

Risultati
| Pos. | Corridore        | Squadra | Tempo    |
| ---- | ---------------- | ------- | -------- |
| 1    | Eddy Merckx      | Peugeot | 2h00'10" |
| 2    | Willy Planckaert | Roméo   | s.t.     |
| 3    | Michel Grain     | Bic     | s.t.     |

| Pos. | Corridore      | Squadra  | Tempo |
| ---- | -------------- | -------- | ----- |
| 1    | Luciano Armani | Salamini | ?     |

### 7ª tappa
- 5 marzo: Sassari > Cagliari – 235 km

Risultati
| Pos. | Corridore    | Squadra    | Tempo    |
| ---- | ------------ | ---------- | -------- |
| 1    | Eddy Merckx  | Peugeot    | 6h10'38" |
| 2    | Aldo Pifferi | Vittadello | s.t.     |
| 3    | Dino Zandegù | Salvarani  | s.t.     |

| Pos. | Corridore           | Squadra    | Tempo     |
| ---- | ------------------- | ---------- | --------- |
| 1    | Luciano Armani      | Salamini   | 32h41'28" |
| 2    | Pietro Guerra       | Salamini   | a 2'20"   |
| 3    | Jos van der Vleuten | Televizier | a 3'34"   |

## Classifiche finali

### Classifica generale
| Pos. | Corridore           | Squadra            | Tempo     |
| ---- | ------------------- | ------------------ | --------- |
| 1    | Luciano Armani      | Salamini-Luxor TV  | 32h41'28" |
| 2    | Pietro Guerra       | Salamini-Luxor TV  | a 2'20"   |
| 3    | Jos van der Vleuten | Televizier-Batavus | a 3'34"   |
| 4    | Gerben Karstens     | Televizier-Batavus | a 3'56"   |
| 5    | Vittorio Adorni     | Salamini-Luxor TV  | a 4'11"   |
| 6    | Gianni Motta        | Molteni            | s.t.      |
| 7    | Jacques Anquetil    | Bic                | s.t.      |
| 8    | Michele Dancelli    | Vittadello         | a 8'29"   |
| 9    | Graziano Battistini | Vittadello         | s.t.      |
| 10   | Arie den Hartog     | Bic                | a 9'46"   |